# Calliopsis solitaria
Calliopsis solitaria är en biart som först beskrevs av Rozen 1963.  Calliopsis solitaria ingår i släktet Calliopsis och familjen grävbin. Inga underarter finns listade.